# Beverly Aadland
Pour les articles homonymes, voir Aadland.
Beverly Aadland est une actrice américaine, née le 16 septembre 1942 à Hollywood (Californie) et décédée le 5 janvier 2010 à Lancaster (Californie). Elle fut la dernière compagne de l'acteur Errol Flynn et l'objet d'un scandale très médiatisé.

## Biographie
Née à Hollywood, fille de Herbert et Florence Aadland, un gérant de bar et une serveuse, elle commença les cours de danse et de théâtre dès l'âge de deux ans. C'est en 1957, alors qu'elle travaillait comme danseuse à la Warner, qu'elle attira l'œil du célèbre acteur Errol Flynn qui l'invita chez lui. Elle avait quinze ans, il en avait quarante-huit. Beverly Aadland et Errol Flynn voyagèrent ensemble, notamment pour des tournages. Leur relation ne fut vraiment connue du public qu'à l'occasion de la mort de Flynn à Vancouver en 1959, car elle était avec lui à ce moment-là.

## Les scandales
Bien que des rumeurs de viol circulaient à l’encontre de l'acteur, Mme Florence Aadland ne s'opposa pas à la relation de sa fille. Dans son livre The Big Love, elle déclare qu'Errol Flynn avait eu des relations sexuelles avec sa fille dès l'âge de quinze ans,, mais ailleurs, il fut également dit que l'on avait fait croire à l'acteur que Beverly était majeure. Le livre de Florence Aadland fut plus tard adapté au théâtre, avec Tracey Ullman dans le rôle de Florence Aadland. 
En 1988, Beverly Aadland donna sa version de l'histoire au magazine People : elle confirma avoir eu des relations sexuelles avec Errol Flynn durant son adolescence. Son histoire avec l'acteur a fait l'objet d'un film biographique en 2013 : The Last of Robin Hood.
Du fait des accusations de détournement de mineure et de viol sur mineure dont fut suspecté Errol Flynn, les studios de cinéma ne voulurent attribuer ni à l'un ni à l'autre des deux acteurs les rôles principaux du film à venir de Stanley Kubrick, Lolita ; les rôles échurent à Sue Lyon et James Mason.
En 1960, un second scandale éclaboussa Beverly Aadland : son fiancé d'alors, William Stanciu, fut retrouvé mort dans l'appartement de la jeune fille, tué par balle. Le drame fut classé comme étant un accident, malgré les nombreuses versions contradictoires de Beverly Aadland.
Beverly Aadland eut ensuite une carrière de chanteuse et de danseuse sur la côte Est, et ne retourna en Californie que plus tard. Après son second mariage, elle arrêta sa carrière, travailla comme serveuse puis rencontra, à la fin des années 1960, son troisième mari, Ronald Fisher. Ils eurent une fille. 
Le 5 janvier 2010, à l'hôpital de Lancaster (Californie), Beverly Fisher Aadland meurt des complications liées au diabète et d'une congestion cardiaque, à l'âge de 67 ans.

## Filmographie
- 1951 : Mort d'un commis voyageur (Death of a Salesman) de László Benedek : une fille (non créditée)
- 1958 : South Pacific de Joshua Logan : une infirmière dans le show de Thanksgiving
- 1958 : Une femme marquée (Too Much, Too Soon) d'Art Napoleon (non créditée)
- 1958 : La Fureur d'aimer (Marjorie Morningstar) d'Irving Rapper : une danseuse (non créditée)
- 1959 : Cuban Rebel Girls de Barry Mahon : Beverly Woods